# Bard-lès-Pesmes
 Bard-lès-Pesmes  es una población y comuna francesa, situada en la región de Franco Condado, departamento de Alto Saona, en el distrito de Vesoul y cantón de Pesmes.

## Demografía
| 112 | 97 | 86 | 86 | 88 | 94 | 119 |
| Para los censos de 1962 a 1999 la población legal corresponde a la población sin duplicidades (Fuente: INSEE [Consultar]) |    |    |    |    |    |     |